# أستانة (أمجز)
أستانة (بالفارسية: استانه) هي قرية تقع في إيران في قسم أمجز الريفي. يقدر عدد سكانها بـ 51 نسمة بحسب إحصاء 2016.